# Arnold Rice Rich
Arnold Rice Rich (* 28. März 1893 in Birmingham, Alabama; † 17. April 1968 in Baltimore, Maryland) war ein US-amerikanischer Pathologe. Neben Louis Virgil Hamman war er Namensgeber des Hamman-Rich-Syndroms (heutige Bezeichnung Akute interstitielle Pneumonie).
Rich studierte Biologie an der University of Virginia. Im Jahr 1915 ging er an die Johns Hopkins Medical School und erwarb 1919 den Grad M.D. Auf Vorschlag des Chirurgen William Stewart Halsted wandte er sich der Pathologie zu. Mit Ausnahme eines Sabbaticals beim Wiener Internisten Hans Eppinger verbrachte er seine gesamte Laufbahn am Pathologischen Institut der Johns Hopkins University. Arnold Rice Rich wurde 1944 zum Professor für Pathologie ernannt. 1947 übernahm er die Leitung der Pathologie am Johns Hopkins Hospital.

## Auszeichnungen
- Mitglied der National Academy of Sciences (1954)
- Ritterkreuz der Ehrenlegion
- Canada Gairdner International Award
- George M. Kober Medal